# Gregory Olsen
Pour les articles homonymes, voir Olsen.
 (septembre 2023).
Gregory Hammond Olsen (né le 20 avril 1945 à Brooklyn, New York) est le troisième touriste de l'espace.

## Biographie
Il a travaillé pendant 10 ans pour RCA Laboratories (en).
En 1984 il crée l'entreprise EPITAXX qui fabrique des émetteurs et récepteurs pour fibre optique.
Il cofonde en 1991 l'entreprise Sensors Unlimited, situé à Princeton dans le New Jersey. Elle développe des lentilles de caméras sensibles dans le proche-infrarouge et les ondes courtes infrarouges. Olsen vend son entreprise en 2000 à Finisar Corporation (en), pour la somme de 700 millions de dollars, avant de la racheter deux ans plus tard après l'éclatement de la bulle Internet pour seulement 7 millions de dollars, réalisant ainsi un énorme profit[pas clair].

## Vol réalisé

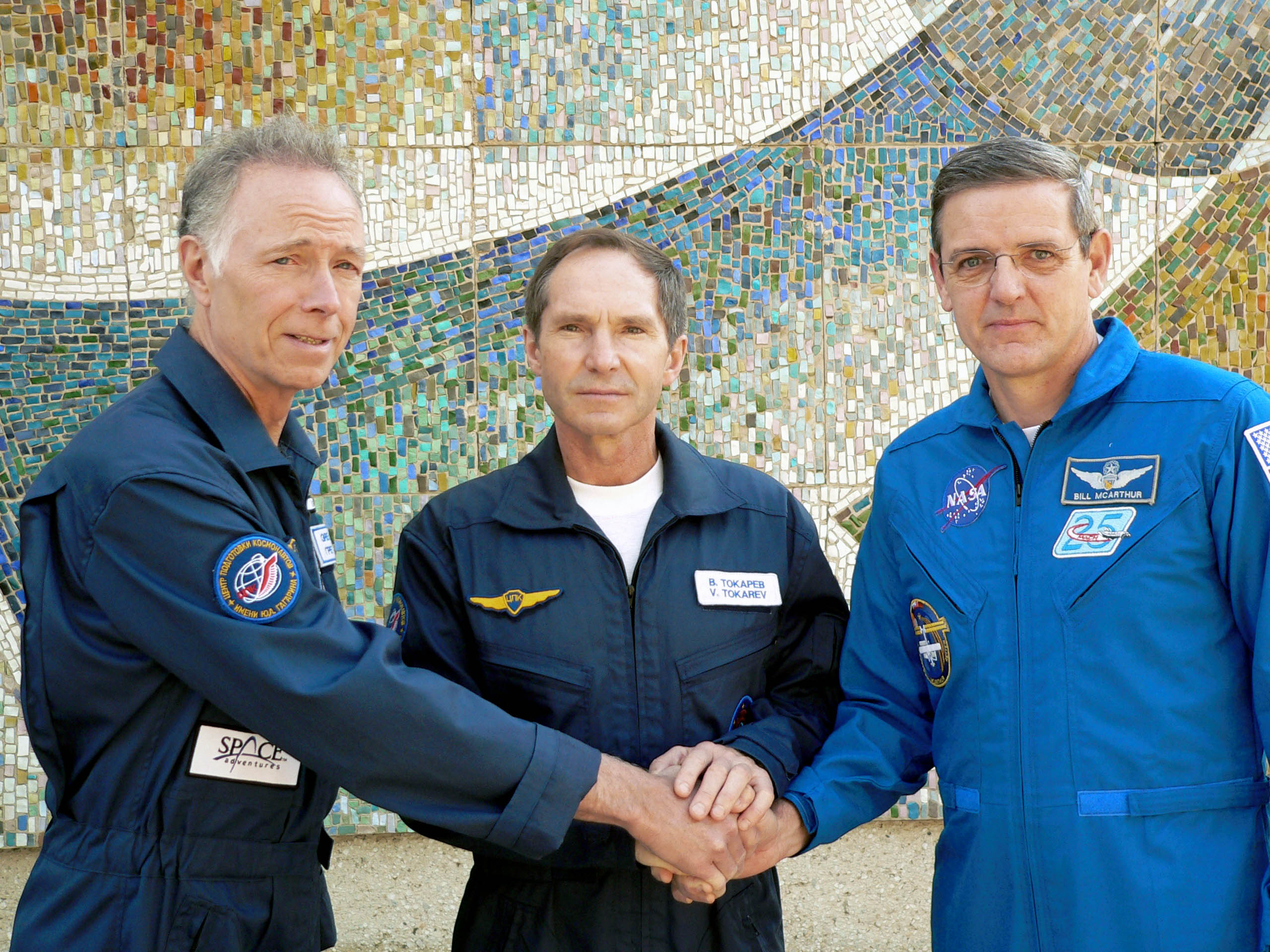
Gregory Olsen et le reste de l'équipage de la capsule spatiale Soyouz TMA-7

Il suit un entraînement de 1 500 heures à la Cité des étoiles et au Cosmodrome de Baïkonour, en vue d'un voyage touristique à bord de la Station spatiale internationale (ISS). Il décolle à bord de la capsule spatiale Soyouz TMA-7 le 1er octobre 2005 à 3h54 TU du Cosmodrome de Baïkonour, en direction de l'ISS. Il se trouve sur le siège droit, qui est dépourvu de manettes de commandes et est accompagné de l'américain Edward William McArthur et du russe Valeri Tokarev, qui relèveront l'équipage de l'ISS. Propulsée pendant neuf minutes pour être mise sur orbite, la capsule Soyouz a effectué un trajet d'environ deux jours pour rejoindre l'ISS, à laquelle elle s'est amarrée le 3 octobre.
À bord de la station spatiale, il est prévu qu'Olsen participe à plusieurs expériences dans le domaine de la télédétection et de l'astronomie.
Le 10 octobre à 18h50 UTC, il retourne dans le Soyouz TMA-6, pour son retour sur Terre, prévu pour le lendemain. Il est accompagné du Russe Sergueï Krikalev et de l'Américain John L. Phillips, les anciens résidents de l'ISS, présents depuis le 17 avril. Le module Soyouz se détache le 10 octobre à 21h49 GMT pour atterrir dans les steppes du Kazakhstan le 11 octobre à 1h09 GMT.
Son voyage lui aurait coûté 20 millions de dollars auprès de Space Adventures (ce chiffre n'a pas été confirmé officiellement).